# Tamopsis warialdae
Espèce
Tamopsis warialdae est une espèce d'araignées aranéomorphes de la famille des Hersiliidae.

## Distribution
Cette espèce est endémique de Nouvelle-Galles du Sud en Australie,.

## Description
La femelle mesure 3,30 mm.

## Étymologie
Son nom d'espèce lui a été donné en référence au lieu de sa découverte, la ville de Warialda.

## Publication originale
- Baehr & Baehr, 1998 : New species and new records of Hersiliidae from Australia (Arachnida: Araneae: Hersiliidae). Sixth supplement to the revision of the Australian Hersiliidae. Records of the Western Australian Museum, vol. 19, no 1, p. 13-38 (texte intégral).